# Житлівка (зупинний пункт)
Житлі́вка — пасажирський залізничний зупинний пункт Лиманської дирекції Донецької залізниці.
Розташований за кількасот метрів від селища Житлівка, Сіверськодонецький район, Луганської області на лінії Сватове — Попасна між станціями Кремінне (7 км) та Кабанне (14 км).
Не зважаючи на військову агресію Росії на сході Україні, транспортне сполучення не припинене, щодоби п'ять пар приміських поїздів здійснюють перевезення за маршрутом Сватове — Попасна, проте вони зупиняються тільки по станціях.